# Vanuatu na Letních olympijských hrách 1996
Vanuatu se účastnilo Letní olympiády 1996. Zastupovali ho 4 sportovci (3 muži a 1 žena) v atletice. Byla to 3. účast této země na olympijských hrách. Vanuatu nevybojovalo žádnou medaili.

## Seznam všech zúčastněných sportovců
| Číslo | Jméno               | Pohlaví | Věk | Sport    |
| ----- | ------------------- | ------- | --- | -------- |
| 1     | Laurence Jack       | Muž     | 28  | Atletika |
| 2     | Tavakalo Kailes     | Muž     | 23  | Atletika |
| 3     | Mary-Estelle Kapalu | Žena    | 29  | Atletika |
| 4     | Tawai Keiruan       | Muž     | 23  | Atletika |